# Elisabeth Lounasmaa
Elisabeth Lounasmaa, född 1851, död 1931, var en finländsk kvinnorättsaktivist. Hon var grundare och ordförande för Finsk kvinnoförening från 1884 till 1889.
Löfgrens föräldrar var kamreren Karl Christian Avella och Maria Gustava Ekman. Hon utbildades i Sverige på Cecilia Fryxells internatskola vid Kalmar, gick i en flickskola och arbetade sedan som transkriptionist för senaten, som språklärare i finska vid Svenska flickskolan i Helsingfors och i svenska och engelska vid finska flickskolan i Helsingfors. Hon översatte också litteratur till finska.
Efter att ha gift sig 1871 med Viktor Löfgren (från 1906 Lounasmaa) (d. 1909), chefredaktören för Uusi Suometar, fortsatte hon att skriva och publicera artiklar i Uusi Suometar under pseudonym. Hon översatte också texter till Suomalainen teatteri på finska.
Löfgren var med och grundade Finska Kvinnoförbundet 1884 och fungerade som dess första ordförande 1884–1889. Hon utformade föreningens praktiskt-ideologiska program. Hon deltog också i grundandet av Helsingfors finska samskola, som var den första inom sitt område.